# Андрєєв Олександр Федорович (фізик)
Олександр Федорович Андрєєв (10 грудня 1939, Ленінград — 14 березня 2023) — російський фізик-теоретик, академік РАН (1987); член-кореспондент АН СРСР з 1981, доктор фізико-математичних наук. Професор МФТІ з 1979. Почесний член Національної академії наук України.

## Біографія
Віце-президент Російської академії наук (1991—2013). Голова Наукової ради РАН з фізики низьких температур. Член Відділення фізичних наук РАН (академік-секретар Відділення з 2002 по 2008 рр.). Член Президії Російського Пагуошського комітету (2009—2014).
Директор Інституту фізичних проблем ім. П. Л. Капиці РАН (з 1990 по 2017).
Головний редактор «Журналу експериментальної і теоретичної фізики». Головний редактор журналу «Природа».
Закінчив радіофізичний факультет МФТІ (1961). У 1959 успішно здав «теормінімум» Л. Д. Ландау. А. Ф. Андрєєв був останнім студентом, якого Ландау прийняв у свою групу.
Онук — Олександр Грищук, російський шахіст.

## Напрями досліджень
Основні наукові праці присвячені фізиці низьких температур і фізиці твердого тіла, надпровідності, статистичній фізиці.
Побудував теорію проміжного стану надпровідників. Теоретично передбачив андріївське відбиття — ефект відбиття квазічастинки, що переносить заряд в нормальному металі від границі зі надпровідником (зареєстровано, як наукове відкриття).
Побудував теорію квантових кристалів (спільно з І. М. Ліфшицем), Передбачив явище квантової дифузії, а також квантову адсорбцію домішок на поверхні рідкого гелію та поверхневий другий звук.
Розв'язав загальну задачу про особливості термодинамічних величин в точці фазового переходу I роду. Передбачив явище надкристалізації квантових кристалів і існування хвиль плавлення і кристалізації, відкритих експериментально у твердому гелії.
Співавтор наукового відкриття «Явище квантової дифузії в кристалах» Диплом № 206, 17 листопада 1978 р. (з пріоритетом від 15.01.1969 р.), співавтори Б. Н. Есельсон, І. М. Лівшиць, В. Н. Григорьєв, В. А. Михєєв.

## Визнання
- Член-кореспондент Академії наук СРСР (1981)
- Ленінська премія (1986)
- Дійсний член Академії наук СРСР (1987)
- Carus-Medaille[de] (1987)
- Меморіальна премія Саймона (1995)
- Орден «За заслуги перед Вітчизною» III ступеня (1999)[9]
- Золота медаль імені П. Л. Капиці (РАН) (1999)
- Закордонний член Академії наук Грузії (2002)
- Закордонний член Національної академії наук України (2009)
- Міжнародна премія ІТЕФ їм. І. Я. Померанчука (2004)
- Премія Джона Бардіна (2006)
- Орден «За заслуги перед Вітчизною» IV ступеня (2010)
- Командор Ордена Заслуг перед Республікою Польща (2010)
- Демидовська премія (2011)

## Статті та книги
- Олександр Федорович Андрєєв [Архівовано 3 вересня 2013 у Wayback Machine.] в журналі «Успіхи фізичних наук»